# Nishi-ku (Kumamoto)
Nishi-ku (西区?) è uno dei cinque quartieri amministrativi della città di Kumamoto, in Giappone.